# Весна Чипчић
Весна Чипчић (Београд, 23. март 1954) српска је филмска, телевизијска и позоришна глумица.

## Биографија
Рођена је у Београду, а одрасла је у Кикинди. Њен отац Димитрије Чипчић био је просветни радник.
Дипломирала је на Факултету драмских уметности у Београду, у класи професора Миленка Маричића 1977. године. Њени родитељи су били просветни радници и њена велика подршка.
Била је члан Позоришта на Теразијама (1975—1979), а од 1979. је члан БДП. Гостовала је у више представа Народног позоришта и ЈДП-а. Остварила је запажене улоге у великом броју представа, филмова, ТВ драма и серија.
Велику популарност стекла је улогом Весне Шурдиловић у ТВ серији „Врућ ветар“ из 1980. године.
У свом матичном позоришту, БДП, играла је у представама „Дуго путовање у Јевропу“, „Враг не спава“, „Харолд и Мод“, „Оскар и мама Роз“, „Фредерико“ и др.
Једна је од ретких наших глумица која је сарађивала са Питером Јустиновим и Паолом Мађелијем.
Била је удата за глумца Александра Алача, и с њим има ћерку Ању Алач и сина Ивана (Вању).

## Награде
Добила је награду „Глумачки пар године“ са Љубишом Самарџићем 1980. и Повеље за улогу Кове у Мојковцу 1992.

## Улоге у представама:
- Орестија (Еринија)
- Вечерас импровизујемо (Успешна кћерка)
- Харолд и Мод (Ненски Транс)
- Госпођа министарка (Анка)
- Опера за три гроша (Џени)
- Веселе жене Виндзорске (Госпођа Форд)
- Дуго путовање у Јевропу (Краљица Милена)
- Балкон (Ирма)
- Клопка
- Сентандрејска рапсодија

## Улоге
| Год.       | Назив                                    | Улога                      |
| ---------- | ---------------------------------------- | -------------------------- |
| 1970-е     |                                          |                            |
| 1976.      | Џангризало                               | спремачица у хотелу        |
| 1976.      | Два другара                              |                            |
| 1976.      | Први гарнизон                            |                            |
| 1978.      | Код Камиле                               | Келнерица Розика           |
| 1978.      | Љубав у једанаестој                      |                            |
| 1979.      | Седам плус седам                         | Весна                      |
| 1979.      | Сећам се                                 |                            |
| 1979.      | Жестоке године                           |                            |
| 1980-е     |                                          |                            |
| 1980.      | Трен                                     |                            |
| 1980.      | Авантуре Боривоја Шурдиловића            | Весна Шурдиловић           |
| 1980.      | Врућ ветар                               | Весна Шурдиловић           |
| 1980.      | Само за двоје                            | Катарина - стјуардеса      |
| 1981.      | Имамо наступ (ТВ филм)                   |                            |
| 1981.      | Наши песници (ТВ серија)                 |                            |
| 1981.      | Краљевски воз                            | Руле                       |
| 1981.      | Љуби, љуби, ал' главу не губи            | Елза                       |
| 1982.      | Поп Ћира и поп Спира                     | Меланија                   |
| 1983.      | Какав деда такав унук                    | Елза                       |
| 1983.      | Тимочка буна                             | краљица Наталија Обреновић |
| 1983.      | Иди ми, дођи ми                          | Елза                       |
| 1984.      | Уби или пољуби                           | Митина жена                |
| 1984.      | Шта се згоди кад се љубав роди           | Елза                       |
| 1984.      | Memed My Hawk                            |                            |
| 1984.      | Нема проблема                            | медицинска сестра          |
| 1984.      | Формула 1 (серија)                       |                            |
| 1985.      | Жикина династија                         | Елза                       |
| 1985.      | Томбола                                  |                            |
| 1985.      | Ада                                      |                            |
| 1986.      | Секула и његове жене                     | Ђина                       |
| 1986.      | Освета                                   | Јелена                     |
| 1987.      | Не знате ви Мартина                      |                            |
| 1989.      | Мистер Долар (ТВ)                        | Маришка                    |
| 1990-е     |                                          |                            |
| 1992.      | Жикина женидба                           | Елза                       |
| 1993.      | Три карте за Холивуд                     | учитељица                  |
| 1997.      | Покондирена тиква                        | Фема                       |
| 1998.      | Никољдан 1901. године                    | Јованка Опалић             |
| 2000-е     |                                          |                            |
| 2001.      | Харолд и Мод                             |                            |
| 2002.      | Заједничко путовање                      | Вујићева зена              |
| 2003.      | М(ј)ешовити брак                         | Вања                       |
| 2004.      | О штетности дувана                       | Клеопатра Жигалов          |
| 2006.      | Од данас до сутра                        |                            |
| 2008.      | Крв није вода                            |                            |
| 2010-е     |                                          |                            |
| 2012.      | Шешир професора Косте Вујића             | Министрова жена            |
| 2012.      | Луд, збуњен, нормалан                    | Јована                     |
| 2013.      | Звездара (ТВ серија)                     | Анђа                       |
| 2013.      | Шешир професора Косте Вујића (ТВ серија) | Министрова жена            |
| 2016.      | ЗГ 80                                    | Баба на цести              |
| 2017.      | Сумњива лица (ТВ серија)                 | Савка                      |
| 2019.      | Синђелићи (ТВ серија)                    | Бранка                     |
| 2019.      | Ајвар                                    | Снежа                      |
| 2020-е     |                                          |                            |
| 2020–2021. | Камионџије д. о. о.                      | Лепосава                   |
| 2021.      | Александар од Југославије (ТВ серија)    | Милена Петровић Његош      |
| 2021.      | Калкански кругови                        | Гордана                    |
| 2021.      | Не играј на Енглезе                      | касирка                    |
| 2021.      | Време зла                                | Катарина Недовић           |
| 2023.      | Немирни                                  | Славица Кузмановић         |
| 2025.      | Повратак Жикине династије                | Елза                       |

## Фестивали
Београдско пролеће:
- Ала су ти очи лепе (вече нове градске песме), '82
- Опомена (Вече поетско- музичког рецитала посвећеног Десанки Максимовић), '89

Омладина, Суботица:
- Мом брату, '72
- Једна звезда (са Ратком Краљевићем, а поводом 50-о годишњице суботичког фестивала младих), 2011